# Bjerringbro-Silkeborg
O Bjerringbro-Silkeborg Voel é um clube de handebol sediado nas cidades de Bjerringbro e Silkeborg, Dinamarca. Atualmente compete na Campeonato Dinamarquês de Handebol Masculino.